# 瓦季姆·舒瓦洛夫
瓦季姆·尼古拉耶维奇·舒瓦洛夫（羅馬化：Vadim Nikolayevich Shuvalov；1958年2月17日—）是俄罗斯政治人物，第八届国家杜马代表。
1989年至2001年，舒瓦洛夫担任苏尔古特1号发电站总务副主任。2001年至2005年，他领导苏尔古特1号发电站。2007年至2016年，舒瓦洛夫担任“未来发展”的副执行董事，后来担任Tyumenenergo副总经理。2006年，他当选第四届苏尔古特市杜马代表。2016年至2020年，他担任苏尔古特市长。2020年12月至2021年，他担任汉特-曼西自治区副行政长官。2021年9月起担任第八届国家杜马代表。

## 制裁
舒瓦洛夫于2022年因俄乌战争而受到英国政府制裁。